# Handbook of Middle American Indians
Das Handbook of Middle American Indians („Handbuch der mittelamerikanischen Indianer“) ist die ethnologische Standardenzyklopädie zu den indigenen Völkern Mittelamerikas, herausgegeben ab 1970 und erschienen in Austin bei der University of Texas Press. Zahlreiche renommierte Fachgelehrte haben an dem Werk mitgearbeitet.  Verantwortlich als Hauptherausgeber zeichnet der amerikanische Archäologe und Anthropologe Robert Wauchope (1909–1979) am Middle American Research Institute der Tulane University in New Orleans (Louisiana). Geschrieben ist das Handbuch auf Englisch. 
Das Werk ist aufgeteilt in 16 Bände und sechs Ergänzungsbände, die nach dem Tod des Herausgebers von Victoria Reifler Bricker (geb. 1940) herausgegeben wurden.

## Gliederung
Das Handbook of Middle American Indians ist folgendermaßen gegliedert:
- Bd. 1: Natural Environments and Early Culture.
- Bde. 2 u 3: Archaeology of Southern Mesoamerica.
- Bd. 4: Archaeological Frontiers and External Connections.
- Bd. 5: Linguistics.
- Bd. 6: Social Anthropology.
- Bde. 7 u. 8: Ethnology.
- Bd. 9: Physical Anthropology.
- Bde. 10 u. 11: Archaeology of Northern Mesoamerica.
- Bde. 12 - 15: Guide to Ethnohistorical Sources.
- Bd. 16: Sources Cited and Artifacts Illustrated.
- Suppl.-Bd. 1: Archaeology.
- Suppl.-Bd. 2: Linguistics.
- Suppl.-Bd. 3:  Literatures
- Suppl.-Bd. 4: Ethnohistory
- Suppl.-Bd. 5: Epigraphy
- Suppl.-Bd. 6: Ethnology